# Grafton (Massachusetts)
Grafton é uma vila localizada no condado de Worcester no estado estadounidense de Massachusetts. No Censo de 2010 tinha uma população de 17.765 habitantes e uma densidade populacional de 294,17 pessoas por km².

## Geografia
Grafton encontra-se localizado nas coordenadas 42° 12′ 33″ N, 71° 41′ 01″ O. Segundo o Departamento do Censo dos Estados Unidos, Grafton tem uma superfície total de 60.39 km², da qual 59.09 km² correspondem a terra firme e (2.16%) 1.31 km² é água.

## Demografia
Segundo o censo de 2010, tinha 17.765 pessoas residindo em Grafton. A densidade populacional era de 294,17 hab./km². Dos 17.765 habitantes, Grafton estava composto pelo 88.65% brancos, o 1.1% eram afroamericanos, o 0.14% eram amerindios, o 7.71% eram asiáticos, o 0.01% eram insulares do Pacífico, o 0.67% eram de outras raças e o 1.72% pertenciam a duas ou mais raças. Do total da população o 2.29% eram hispanos ou latinos de qualquer raça.